# Нижний Дубовец (Закарпатская область)
Нижний Дубовец (укр. Нижній Дубовець) — село в Дубовской поселковой общине Тячевского района Закарпатской области Украины.
Население по переписи 2001 года составляло 1121 человек. Почтовый индекс — 90531. Телефонный код — 3134. Код КОАТУУ — 2124455602.